# Roncone
Roncone är en ort och frazione i kommunen Sella Giudicariei provinsen Trento i regionen Trentino-Sydtyrolen i Italien.
Roncone upphörde som kommun den 1 januari 2016 och bildade med de tidigare kommunerna Bondo, Breguzzo och Lardaro den nya kommunen Sella Giudicarie. Den tidigare kommunen hade 1 445 invånare (2015).